# Tribes Hill
Tribes Hill est une census-designated place du comté de Montgomery, dans l'État de New York, aux États-Unis,. En 2020, elle compte une population de 937 habitants.